# 什瑞克提·舒卡穆纳
什瑞克提·舒卡穆纳（约公元前985年前后在位）（英語：Shirikti-shuqamuna）巴比伦第六王朝末代国王。承袭尼努尔塔·库杜瑞·乌苏尔之位。在位仅约数月即为玛尔·比提·阿普拉·乌苏尔所推翻，后者建立巴比伦第七王朝（亦名埃兰王朝）。